# Descent: Die Reise ins Dunkel
Descent: Die Reise ins Dunkel (englisch Descent: Journeys in the Dark) ist ein Brettspiel aus dem Fantasybereich.

## Hintergrund
Ähnlich wie HeroQuest oder Talisman lehnt sich dieses Spiel an Fantasy-Rollenspiele an. Im Original wurde das Spiel von Fantasy Flight Games verlegt. Das Spiel hat keine Verbindung zu der Descent-Computerspieleserie, dafür aber mit dem zuvor erschienen Doom – Das Brettspiel, welches auf dem gleichnamigen Computerspiel basiert.
Das Spiel teilt sich ein Fantasy-Universum namens „The Realms of Terrinoth“ mit Runebound und weiteren Spielen. Als Autor zeichnet Kevin Wilson. In deutscher Sprache erschien es 2006 im Heidelberger Spieleverlag.

## Spielbeschreibung
Bis zu vier Spieler wählen jeweils einen Helden und versuchen als Gruppe in einem nach Anleitung aufgebauten Dungeon eine Aufgabe zu erfüllen. Ihnen gegenüber steht ein weiterer Spieler, der die Rolle des Overlord übernimmt. Im Dungeon trifft die Heldengruppe auf Monster und Fallen, die vom Overlord befehligt werden. Um zu bestehen, müssen die Helden ihre Ausrüstung verbessern und taktisch vorgehen. Jeder Held verfügt über Bewegung-, Lebens- und Ausdauerpunkte sowie einen Rüstungswert. Eine bestimmte Verteilung auf Nahkampf-, Fernkampf- und Magietalente sorgt für eine Rollenverteilung innerhalb der Gruppe. Das Spiel verläuft rundenbasiert, so dass Heldengruppe und Overlord stets im Wechsel ziehen.

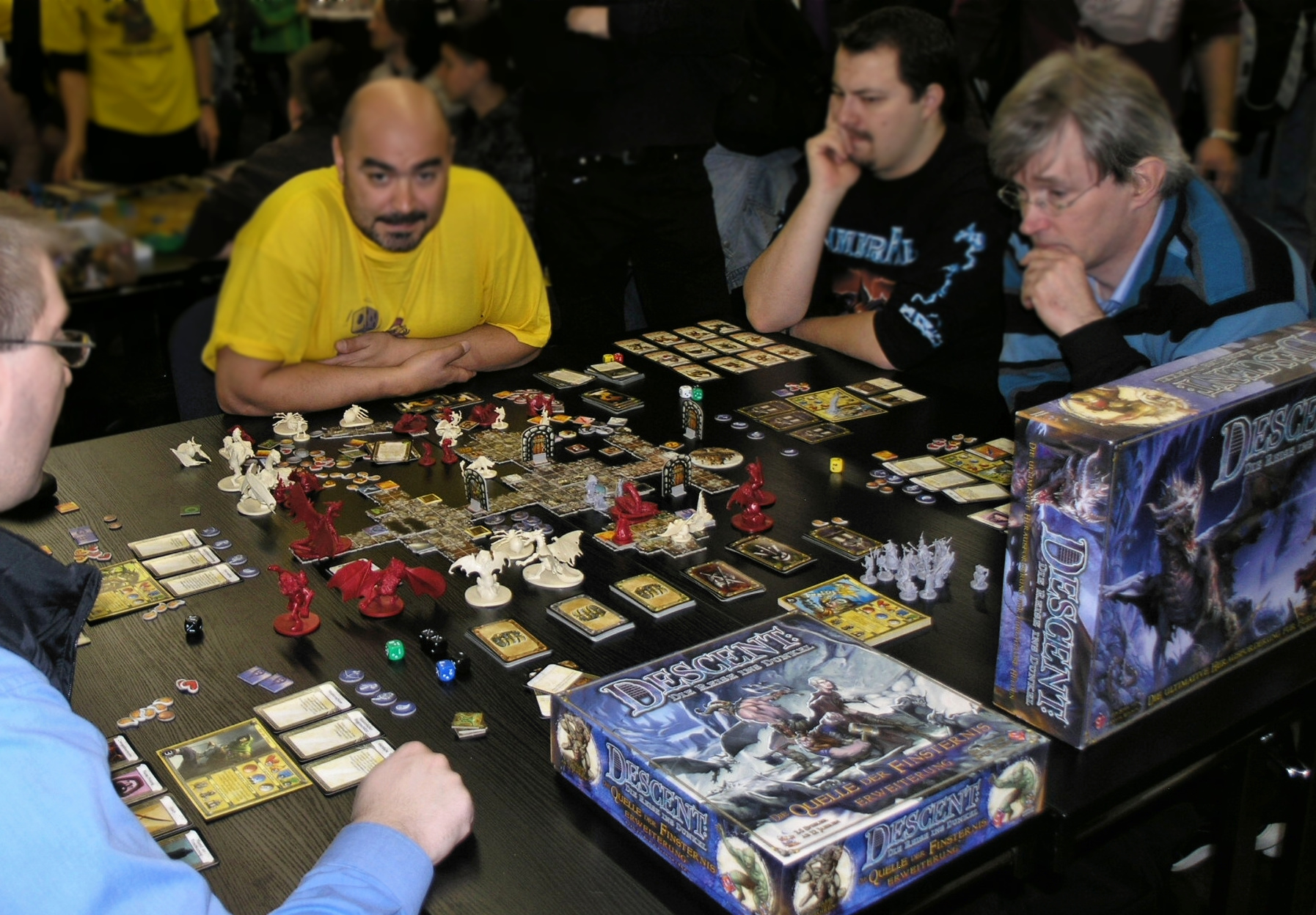
Descent auf der Spiel in Essen 2007

Ziel der Helden ist die Bewältigung der eingangs gestellten Aufgabe, während der Overlord das Spiel gewinnt, wenn es ihm gelingt, ausreichend viele Helden zu töten. Neben der Möglichkeit, die von Grund auf vorhandenen Monster zu aktivieren, stehen ihm hierfür die Overlordkarten zur Verfügung, mit denen er bspw. neue Monster erschaffen, bestehende Monster verstärken, Fallen spielen oder dem Dungeon neue permanente Effekte hinzufügen kann.
Der Kampf wird über ein Würfelsystem ausgetragen, bei dem die Grundtalente der Helden und Monster, sowie Ausrüstungsgegenstände und Sonderfähigkeiten Einfluss darauf haben, welche und wie viele Würfel geworfen werden.

## Erweiterungen erste Edition

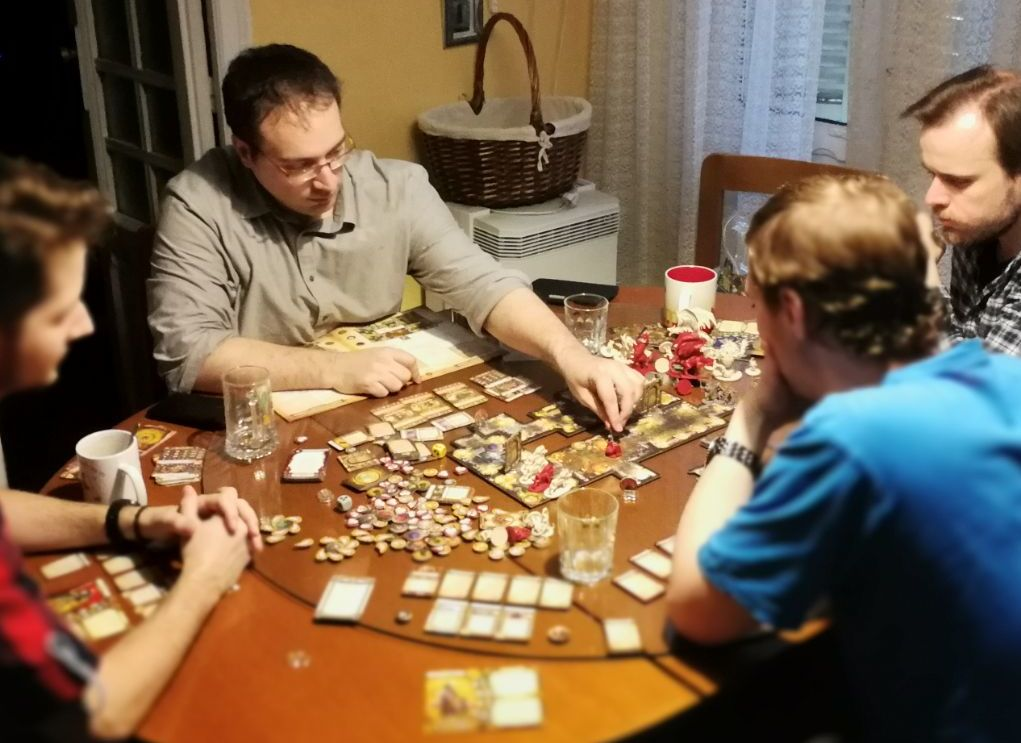
Ein Spiel der Descent

Für Descent sind bereits einige Erweiterungen erschienen:
- 1. Descent: Quelle  der Finsternis (2007)
- 2. Descent: Altar der Verzweiflung (2008)
- 3. Descent: Wege zum Ruhm (Mai 2009)
- 4. Descent: Gruft aus Eis (Dezember 2009)
- 5. Descent: Schrecken des Blutmeers (August 2010)

Während die 1., 2. und 4. Erweiterung vor allem neue Spielelemente mitbringen, wird in Wege zum Ruhm ein Kampagnensystem eingeführt, welches in Schrecken des Blutmeers in die zweite Runde geht.
Darüber hinaus wurden 4 separate Heldenfiguren und 10 zu der Kampagnenerweiterung „Wege zum Ruhm“ gehörende Miniaturen veröffentlicht.

## Erweiterungen zweite Edition

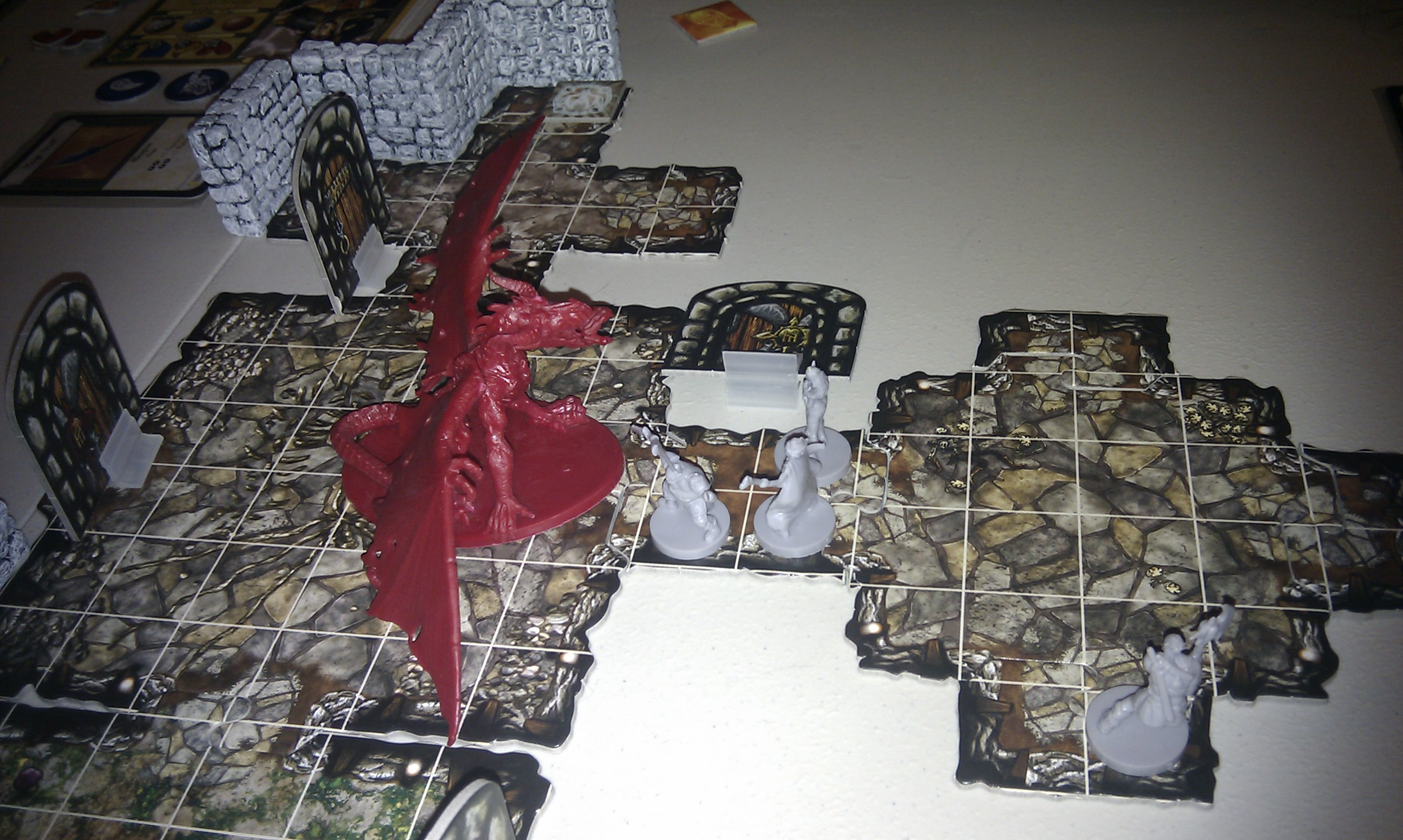
Vier Helden kämpfen gegen ein Monster

Im Oktober 2012 erschien die zweite Auflage von Descent, die neben einigen Regeländerungen auch das Kampagnensystem enthält. Um die erste Auflage und ihre Erweiterungen nach den neuen Regeln spielen zu können, wurde zeitgleich ein Upgrade-Kit veröffentlicht. In der Folgezeit erschienen nur noch Erweiterungen zur zweiten Auflage.

### Art der Erweiterungen
Für die zweite Edition gibt es unterschiedliche Arten von Erweiterungen mit jeweils unterschiedlichen Inhalten:
- Große Erweiterung: Eine komplette Kampagne inkl. Akt I + II, neue Helden, neue Monster, neue Hauptmänner, neue Spielplanteile
- Kleine Erweiterung: Mini-Kampagne (Einzel Spielbar oder in Kombination mit der Basis-Spiel-Kampagne), neue Helden, neue Monster, neue Hauptmänner, neue Spielplanteile
- Koop Erweiterung: Kampagne zum Spielen von Descent 2 ohne Overlord.
- Hauptmann Set: Eine modellierte Hauptmannfigur, Drohmarker, Handlungskarten, Anführerkarte
- Helden und Monster-Set: neue Helden, neue Monster, neue Quests
- Kampagnen-Bücher: Eine vollwertige Kampagne als Hardcover-Buch

Während die Helden- und Monster-Sets nur weitere Helden und Monster ins Spiel bringen, fügen die meisten anderen Erweiterungen zusätzlich neue Kampagnen ein. Lediglich die Höhle des Lindwurms ergänzt stattdessen das Spiel um Nebenquests und Geheimräume, und Vergessene Seelen ersetzt den Overlordspieler durch ein Kartensystem, so dass lediglich ein bis vier Spieler zusammen die Helden spielen. Zusätzlich sind die Würfel als Set käuflich, sowie 17 Kunststofffiguren, die für die Hauptmänner des Overlords verwendet werden können. Regulär sind diese durch Pappmarker symbolisiert. Die Hauptmann-Packs bringen außerdem das neue Element der Bedrohungsmarker ins Spiel, mit welchen der Overlord neue Aktionskarten verwenden kann, die den jeweiligen Hauptmann mehr in die Kampagnen einbinden. Die meisten Produkte im Rahmen der zweiten Auflage wurden von Stephan Rothschuh ins Deutsche übersetzt.

### Liste der bekannten Erweiterungen

#### Große Erweiterungen
- Labyrinth des Verderbens (September 2013)
- Schatten von Nerekhall (3. Quartal 2014)

#### Kleine Erweiterungen
- Die Höhle des Lindwurms (Juni 2013)
- Die Trollsümpfe (Dezember 2013)
- Schloss Rabenfels (Februar 2015)
- Nebel von Bilehall (August 2016)
- Rostende Ketten (Oktober 2017)

#### Helden- und Monster-Sets
- Schwur der Verbannten (4. Quartal 2014)
- Krone des Schicksals (1. Quartal 2015)
- Wächter von Deephall (2. Quartal 2015)
- Kreuzzug der Vergessenen (2. Quartal 2015)
- Prophezeiung eines neuen Anfangs (3. Quartal 2015)
- Erwachen der Wildnis (April 2016)
- Kontrakt der Unbesiegten (Mai 2016)
- Hüter des Geheimnisses (2016)
- Scherben von Everdark (Januar 2017)

#### Hauptmänner
- Sir Alric Farrow
- Eliza Farrow
- Lord Merrick Farrow
- Zachareth
- Belthir
- Splig
- Valyndra
- Bol'Goreth
- Skarn
- Ariad
- Königin Ariad
- Serena (+Heldin Serena)
- Raythen (+Held Raythen)
- Rylan Olliven
- Tristaine Olliven
- Verminous (Der Rattenkönig)
- Sinistrael
- Kyndrithul
- Zarihell
- Ardus Ix'Erebus

#### Weitere Erweiterungen
- Upgrade-Kit (Oktober 2012)
- Vergessene Seelen POD (Oktober 2014)
- Zorn der Natur POD (2. Quartal 2015)
- Kampagnenbuch: Das Blutvermächtnis (4. Quartal 2015)
- Reprint: Basisspiel mit Kampagne Blutvermächtnis (1. Quartal 2016)
- Companion-App: Wege zum Ruhm (Juni 2016)
- Dunkle Elemente POD (2017)
- Unsterbliche Legenden POD (Januar 2021)